# Чернопятов, Арнольд Иванович

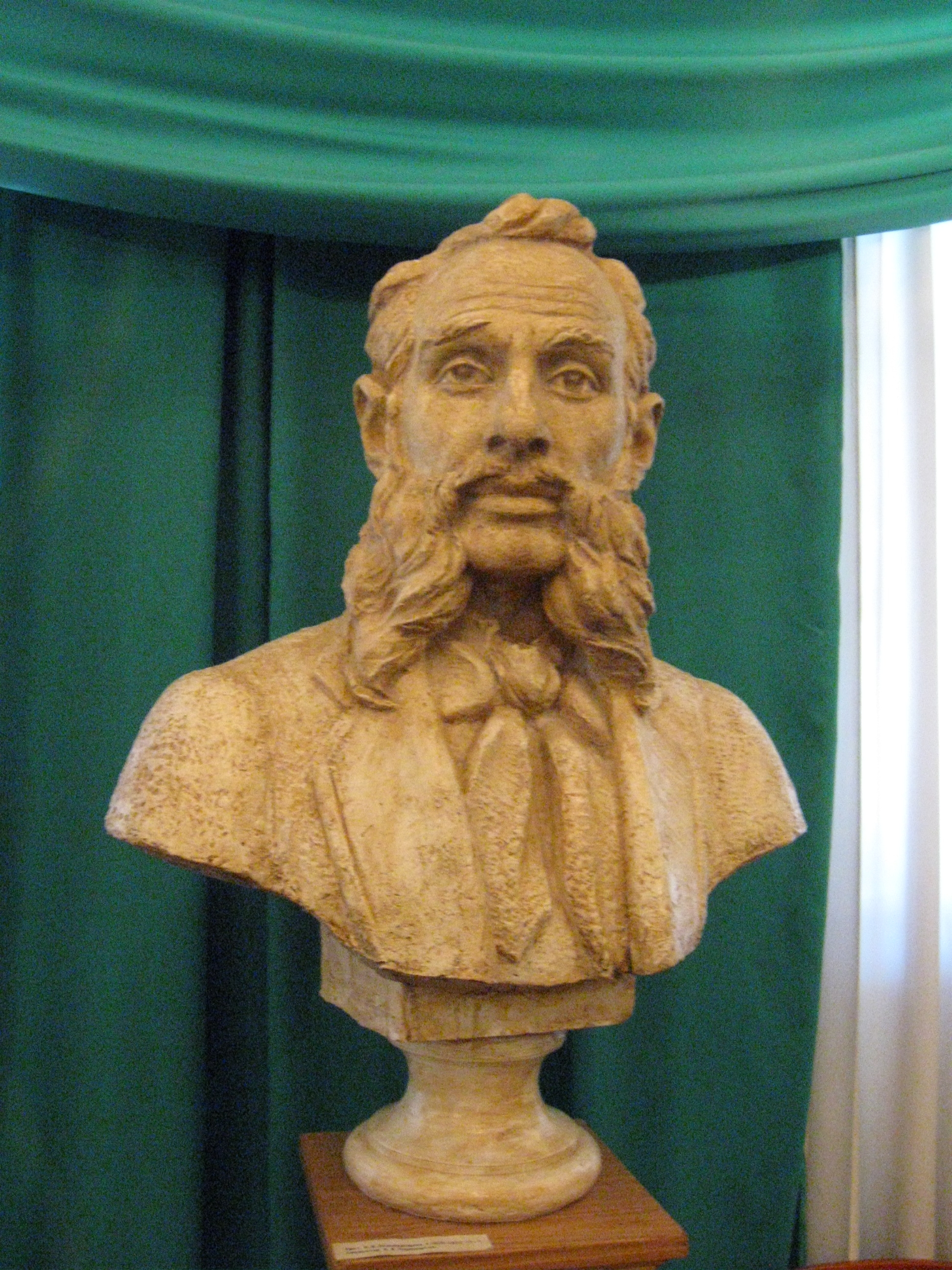
Бюст Н. И. Белобородова в мемориальном музее (Тула)

Арнольд Иванович Чернопятов (29 сентября 1931, Тула — 27 июня 2024) — советский и российский художник, народный художник Российской Федерации (2020).
Учился в Тульском политехническом институте и Московском художественном институте имени В. И. Сурикова.
Работы мастера: памятник Андрею Тимофеевичу Болотову, установлен в Богородицком парке графов Бобринских; в Туле: памятник Никите Демидову; на станции «Жданка» города Богородицка в 2012 году установлен бюст—памятник почетному гражданину города Богородицка, третьему министру путей сообщения графу Алексею Бобринскому.
Умер 27 июня 2024 года в возрасте 92 лет.

## Награды
- Орден Почёта (2003)[2]
- Народный художник Российской Федерации (2020)
- Заслуженный художник Российской Федерации (1995)